# لورالي روز رايت
لورالي روز رايت (بالإنجليزية: L. R. Wright)‏‏ (5 يونيو 1939 في ساسكاتون - 25 فبراير 2001 في فانكوفر) كاتِبة، وروائية من كندا.

## التعليم
تعلمت لورالي روز رايت في:
- جامعة سايمون فريزر
- جامعة كارلتون
- جامعة كالغاري

## الجوائز
حصلت لورالي روز رايت على الجوائز الآتية:
- جائزة إدغار[12]